# Txagatai Kan

Kanat de Txagatai, segle XIII

Txagatai Kan —també escrit Chagatay, Djagatai, Chaghadai o Tschagatai— (? - 1241) fou el segon fill de Genguis Kan i de la princesa Borte.

## Joventut
Va ajudar el seu pare en la consecució de la conquesta de gran part d'Àsia. Ja en vida del seu pare era considerat un gran expert en la yasa (llei imperial mongòlica). En el repartiment dels territoris sotmesos li corresponia l'ulus o grup de tribus, amb un territori hereditari, que englobava l'Àsia central, amb les regions entre l'Oxus i el Sirdarià (la Transoxiana) i els territoris del Turquestan fins a les muntanyes Altai, amb capital a Almaliq, a prop de l'actual Kuldja (Yining), al Xinjiang occidental). Si bé governava els seus territoris, actuava sempre submís a la dignitat del Gran Kan, ja fos en la figura del seu pare, o en la del seu successor, el seu germà Ogodei.
Va participar en la campanya del seu pare a la Xina (1211-1216). El 1213 Genguis Kan va dividir les seves forces en tres cossos, el primer dels quals, sota els seus fills Djoci, Txagatai i Ogodai, va penetrar cap al Shansi central en direcció a Tai-yuan i Ping-yang que presumiblement van ocupar però van evacuar després per emportar-se el botí a zona més segura al nord. Després va participar en la guerra contra el xa Muhàmmad de Coràsmia; a la tardor del 1219 Genguis Kan va arribar a Qayaligh al sud-est del Baikal en territori karluc, on se li van unir alguns caps aliats com Arslan khan, el rei Suqnaqtegin d'Almaligh, i Bartchu, idiqut dels uigurs. Muhammad amb forces superiors, les va repartir en tota la línia del Sirdarià i les fortaleses de la Transoxiana i així en cada lloc disposava de menys efectius que els mongols. Genguis Kan va atacar per Otrar, on va quedar una divisió a les ordes dels seus fills Txagatai i Ogodai. A l'abril de 1220 fou conquerida la vella capital, Urgendj (Gurgandj) prop de Khiva, després d'un setge dirigit per Djoci i Txagatai, als que, ja vers al final, va anar a ajudar Ogodei. Tota la població fou massacrada excepte els artesans qualificats que foren enviats a Mongòlia. La ciutat fou destruïda fent passar per damunt de la població les aigües del riu Amudarià.
El 1221 Genguis Kan va creuar l'Amudarià cap a l'Afganistan i Khurasan perseguint a les forces del xa de Coràsmia. Balkh, Merw i Nishapur entre d'altres foren ocupades, la darrera el 10 d'abril de 1221. Herat va obrir les portes. A Talikan Genguis Kan a Talikan, es va trobar amb els seus fills Tului, Txagatai i Ogodei. Talikan fou destruïda i Genguis va travessar l'Hindu Kush per anar a assetjar Bamiyan. En el setge fou mort Mutugen, fill de Txagatai i net preferit de Genguis. Fou aquest darrer qui va comunicar a Txagatai la notícia i la va prohibir plorar; la ciutat fou destruïda fins als fonaments i no es va fer botí ni presoners, tot fou destruït i tots foren morts. El lloc de la ciutat fou declarat maleït.
Djalal al-Din Manguberti fill del xa Muhàmmad de Coràsmia, havia pogut escapar del desastre de Transoxiana i Khurasan i va poder creuar un cordó de tropes mongoles a Nish (Nissa) arribant a Gazni on va poder reconstituir un exèrcit. Va derrotar a un cos de l'exèrcit mongol dirigit per Chigi-qutuqu a Perwan al nord de Kabul i Genguis Kan va voler venjar la derrota del seu general i va avançar cap a Gazni, on Djalal al-Din no el va esperar; la ciutat no va oferir resistència, i Genguis Kan, volent perseguir a Djalal al-Din, la van deixar en pau de moment, retardant per més tard la seva destrucció. Finalment va atrapar a Djalal al-Din a la vora del riu Indus i el va derrotar totalment (24 o 25 de novembre de 1221; en aquesta batalla va participar Txagatai. Djalal va poder travessar el riu armat, tot i una pluja de fletxes i llances que intentaven matar-lo, i va poder refugiar-se a la cort del soldà de Delhi (desembre de 1221). La campanya de l'Índia fou encarregada a Txagatai (1221-1222). Sobre sol indi Djalal fou perseguit el 1222 quan un destacament dirigit pel noble (noyan) djalair Bala, va arribar en missió de reconeixement fins a Multan, però es van retirar per causa de la calor. La família de Djalal al-Din va caure en mans dels mongols que van matar a tots els mascles.

## Mort de Genguis Kan
A la campanya final del seu pare contra els tangut del rei el rei de Si-Hia o Xi Xia (1226-1227) Txagatai era a Mongòlia al front de l'exèrcit que romania a la zona. El gran kan va morir el 18 d'agost del 1227 pocs dies abans de la conquesta de la capital dels Si-Hia, i conforme a la voluntat del gran kan, quan la ciutat fou conquerida, tots els habitants foren degollats. Una part de la població tangut fou donada com a serfs a l'emperadriu Yesui, una de les esposes de Genguis, que l'havia acompanyat en aquesta darrera campanya. Cadascun dels seus fills ja havia rebut en vida un cert nombre de tribus (és a dir un ulus) i un yurt (un territori) amb un indju, els ingressos necessaris per al manteniment de la cort, que sortia dels impostos pagats per les poblacions sedentàries de les parts dominades de la Xina, Turquestan i l'Iran. El repartiment era exclusivament de les terres de pastura i les terres conquerides eren terres de l'imperi, que pertanyien segons el concepte mongol a la família reial però sota el poder del kakan. Txagatai, va rebre les terres dels kara khitai, és a dir les terres de l'Ili, Issiq Kul (Issiq Qul), Tchu superior i el Talas i secundàriament la Transoxiana la Kashgària i les terres de Balkh, Badakhxan, Kabul i Gazni i la regió fins a l'Indus, com a terres de pastura, però amb Samarcanda i Bukharà i altres ciutats com a terres del gran kan. La seva residència fou al sud de l'Ili, a la ciutat de paisbaligh ("baligh" vol dir ciutat en mongol).
El 1229 va presidir el kuriltay en el que Ogodei fou elegit gran kan. Sembla que en aquestos anys va viure sovint a Mongòlia a la cort del seu germà, amb alguns moments a les seves pròpies terres. Se sap que tenia un ordu (camp reial) per l'hivern i un per l'estiu. Alà-ad-Din Juwayní diu que la seva capital d'estiu era a la vora de l'Ili, i a l'hivern a Kuyas, prop d'Almaliq. La capital del país és assenyalada amb el nom d'Ulugh Ef (Casa Gran) ja després de la mort de Txagatai.
No es coneix quin poder exercia Txagatai a aquestes terres, però es creu que el poder del gran kan era considerable; tampoc es coneixen les relacions entre el kan i les petites dinasties locals que existien sobretot a la vall de l'Ili. El 1238-1239 es va revoltar Bukharà i en la repressió Txagatai no hi és esmentat. A Transoxiana (Mawara al-Nahr) dominava un governador de nom Mahmud Yalavač, d'origen corasmi, que havia estat nomenat directament pel gran kan. Mahmud Yalavač fou destituït per Txagatai però Ogodei el va cridar a l'ordre i li va fer reconèixer la il·legalitat de la seva mesura; Ogodei tot seguit va concedir la regió de Transoxiana en feu (indju) al seu germà, però romangué sota sobirania del gran kan. Als darrers anys d'Ogodei i durant el regnat del kan Mongke, els territoris entre la frontera xinesa i Bukharà foren governats per Masud Beg, fill de Mahmud Yalavač, en nom del gran kan.
Va tenir com a primer ministre al musulmà Kutb al-Din Habash Amid, que sembla que compartia funcions amb representants del gran kan. Tot i així el kan fou poc favorable a l'islam, i alguns preceptes mongols considerava que infringien la llei mongola o yasa. Contra les infraccions de la yasa va establir càstigs molt severs.
A la seva mort, l'any 1241, el territori que controlava va passar a les mans del seu parent Kaidu Kan (Qaidu kan), que va combatre contra Khublai Kan a causa del gir cap a la cultura xinesa que va promoure aquest darrer, en lloc de conservar les tradicions mongoles. Tenia 11 fills dels que 10 vivien a la seva mort (Yesu Möngke, Munikan, Baidar, Sarian, Tulkan, Bozi, Bulkan, Nuri, Kamkar i Tuzkan) i havia premort Beikun. La successió va recaure en el fill del fill premort, Kara Hülëgü.